# Jinzō ningen Kikaider
Jinzo ningen Kikaider (人造人間キカイダー,?, Jinzō ningen Kikaidā) è una serie televisiva tokusatsu giapponese, la prima ad avere come protagonista Kikaider, il personaggio del manga di Shōtarō Ishinomori.
La serie TV è stata prodotta dalla Toei ed è stata trasmessa sul canale NET (l'attuale TV Asahi) dall'8 luglio 1972 al 5 maggio 1973 per un totale di 44 episodi da 25 minuti ciascuno.
La serie è stata anche uno dei primi tokusatsu trasmessi negli Stati Uniti d'America, con il titolo Kikaider Android of Justice; attualmente la serie viene chiamata semplicemente Kikaida. È inedita in italiano.

## Trama
Il professor Komyoji è un genio della robotica che viene tenuto prigioniero insieme a sua figlia Mitsuko dalla organizzazione criminale Dark, costretto a costruire dei Destructoid (mostruosi robot dall'aspetto di animali) per il leader dell'organizzazione, il malvagio professor Gill che mira alla conquista del mondo.
Ma Komyoji con l'aiuto di Mitsuko costruisce in segreto un androide dalle sembianze umane, dotato di capacità straordinarie e capace di provare sentimenti grazie ad un circuito della coscienza installato dal professore chiamato Jiro (secondo figlio), creato ad immagine e somiglianza al primogenito deceduto dello scienziato.
Jiro è stato creato per poter combattere i Destructoid di Gill e distruggere la Dark.
Quando però Gill scopre il progetto di Komyoji, manda i suoi androidi soldato ad uccidere il professore e Mitsuko; questi ultimi però vengono difesi da Jiro. Durante la lotta scoppia un incendio nel laboratorio; Jiro riesce a scappare insieme a Mitsuko mentre Komyoji rimane disperso.
Gill ordina al Destructoid Gray Rhino King (un rinoceronte antropomorfo) di rapire il fratello minore di Mitsuko, Masaru.
Rhino King dopo aver catturato Masaru decide di usarlo come esca per tendere una trappola a Jiro ma la trappola fallisce ed il coraggioso androide preme dei pulsanti nascosti nelle sue spalle pronunciando le seguenti parole: Switch on, one, two, three!
Fatto questo, Jiro rivela la sua vera identità di Kikaider, un androide dal corpo metà rosso e metà blu (questa colorazione è dovuta al fatto che il suo circuito della coscienza è incompleto) e sconfigge Rhino King dopo un breve combattimento.
Dopo questa battaglia, Jiro parte alla ricerca del Prof. Komyoji che nel frattempo vaga solitario soffrendo di amnesia.

## Caratteristiche della serie
Molti degli episodi narrano delle battaglie fra Kikaider e i Destructoid (di solito un Destructoid per episodio).
Gill perseguita lo smemorato Prof. Komyoji ed i suoi figli, Mitsuko e Masaru.
Hattori Hampei, un detective privato che si veste come Sherlock Holmes che ha il ruolo di essere il personaggio comico della serie, aiuta Mitsuko e suo fratello a cercare Jiro che è alla ricerca del professore scomparso.
Alcuni temi ricorrenti della serie sono:
Durante le battaglie con i Destructoid, Gill suona il suo flauto-scettro per cercare di controllare la mente di Jiro, che deve trovare un modo per non sentire il suono del flauto.
Mitsuko e Masaru sono alla ricerca del professor Komyoji che a causa dell'amnesia svolge una professione diversa in ogni episodio senza incontrare i suoi figli, in un episodio si imbatte nel danneggiato Jiro e lo ripara senza averlo riconosciuto.
Alcuni particolari episodi sono:
Gold Wolf: ululati tormentati dall'inferno: Gold Wolf è un destructoid dotato di un circuito della coscienza come Jiro e fa amicizia con quest'ultimo ma viene costretto a combattere contro di lui da Gill e alla fine viene distrutto da Kikaider che piange dopo la battaglia: questo è uno dei pochi episodi dove Kikaider prova rimorso per aver distrutto un nemico.
Pink Tiger: terrore al parco dei divertimenti: Jinbei è un clown androide che è stato creato dal Prof. Komyoji e lavora in un parco dei divertimenti ma possiede delle informazioni che la Dark vuole e Gill manda il Destructoid Pink Tiger a catturare ed interrogare Jinbei tramite la tortura.
Questo episodio è particolare perché narra del legame che c'è fra i robot di Komyoji.
Golden Bat: l'ombra maledetta dal passato: Taro, il primogenito del Prof. Komyoji che è stato creduto morto compare di fronte a sua sorella Mitsuko ed il fratello Masaru: Jiro pensa che ci sia qualcosa di sospettoso in lui ma Mitsuko difende il ritrovato fratello accusando Jiro di essere geloso. Taro però si rivela di essere il destructoid Golden Bat.
Questo episodio è importante perché narra di alcune vicende della famiglia Komyoji.
Nota: nell'anime Kikaider the animation, Golden Bat possiede un circuito della coscienza.
Black Spiny Anteater: il destructoid con una figlia: Black Spiny Anteater è un destructoid simile ha un istrice accompagnato da una piccola assistente che crede sia sua figlia. Questo episodio è raccontato dalla prospettiva dei destructoids che vedono Kikaider come uno spietato assassino.
Black Crow: la fine di the end: in questo episodio, Gill rivela la creazione dell'arma più potente che la Dark abbia mai avuto: Hakaider.

## La Saga di Hakaider
Gli ultimi episodi compongono una lunga saga.
Jiro viene controllato dal suono del flauto di Gill ed attacca il professor Komyoji senza ucciderlo; la Dark cattura lo scienziato e fa credere ai cittadini che sia stato ucciso da Jiro.
Jiro è danneggiato ed incapace di parlare, perseguitato dalla polizia che crede che sia lui l'assassino di Komyoji; solo Mitsuko crede nella sua innocenza.
Nel frattempo entra in scena Hakaider.
Gill ha costretto Komyoji a costruirlo poi ha fatto piazzare il cervello dello scienziato dentro la testa dell'androide.
Hakaider è stato creato esclusivamente per distruggere Jiro/Kikaider e lo combatte riuscendo quasi a distruggerlo ma prima di farlo Hakaider viene costretto alla ritirata dalla sua unica debolezza: necessita di regolari trasfusioni di sangue dal corpo di Komyoji, quando Jiro scopre che il cervello del professore è dentro Hakaider diventa riluttante nel combattere il malvagio androide.
Mitsuko e Masaru incontrano un uomo misterioso chiamato Saburo che dice di essere un robot creato da Komyoji per distruggere Jiro che sembra essere diventato malvagio.
Il piccolo Masaru rimane convinto dalle parole di Saburo ma quest'ultimo rivela successivamente di essere in realtà Hakaider.
Masaru aiuta Saburo a catturare Jiro e alla fine scopre che Jiro è dalla parte del bene quando si arrende di fronte a Hakaider.

## Il finale della serie
Il finale della serie live action di Kikaider si divide in tre episodi, "Jiro esplode!", "Hakaider si ribella" e "La Fine di Jiro o La Distruzione Di Dark?": la Dark cattura i figli del professor Komyoji, Red Mine Toad (destructoid dall'aspetto di un rospo obeso) distrugge Kikaider, il detective Hattori ne recupera i pezzi e Hakaider si rivolta contro Gill perché senza Kikaider da affrontare non ha una ragione di esistere.
Hakaider distrugge Red Toad e attacca il quartier generale della Dark e trova il corpo di Komyoji e il semi riparato Jiro, Hakaider non lo attacca perché si rifiuta di distruggere un nemico indifeso e permette a Mitsuko di finire la sua riparazione.
Il redivivo Jiro però è momentaneamente incapace di trasformarsi in Kikaider ma decide di affrontare Hakaider per mettere al sicuro Komyoji e i suoi figli.
Gill manda White Bone Squirrel (destructoid dall'aspetto di uno scheletro di uno scoiattolo volante) contro Hakaider sconfiggendolo.
Jiro porta il corpo di Hakaider da Mitsuko che rimette il cervello di Komyoji nel suo corpo originale, il professore si risveglia e ripara il sistema di trasformazione di Jiro che si trasforma di nuovo in Kikaider e distrugge White Bone Squirrel dopo un lungo duello e Gill piuttosto che venire catturato preferisce far esplodere la base della Dark con lui all'interno.
Komyoji lascia il Giappone insieme a Mitsuko e Masaru ma Jiro rimane per poter migliorare se stesso.

## I personaggi

### Androidi
- Jiro/Kikaider: un robot creato dal professor Komyoji per fermare l'organizzazione Dark. Jiro agisce per difendere Mitsuko e Masaru dai destructoids. Dato che il suo circuito della coscienza è incompleto, il suono del flauto di Gill lo fa soffrire e gli controlla la volontà. Si difende dal suono del flauto cercando di causare rumori più forti. Jiro possiede una chitarra che suona per annunciare la sua presenza al destructoid di turno.
- Saburo/Hakaider: è considerato il fratello minore di Jiro perché creato anche lui da Komyoji e, ironicamente, possiede il cervello del suo creatore. Mentre Jiro è stato costruito volontariamente, Komyoji venne forzato da Gill a costruire Hakaider come arma finale contro Kikaider. Hakaider è da considerare un cyborg in quanto Gill ha trapiantato il cervello di Komyoji nel suo corpo per impedire a Kikaider di distruggerlo. Hakaider riesce quasi a distruggere Jiro ma viene costretto alla ritirata perché necessita di periodiche trasfusioni di sangue dal corpo di Komyoji. Quando White Bone Squirrel distrugge Hakaider, Mitsuko ha rimesso il cervello del professore nella sua testa. Prima di spegnersi fra le braccia di Jiro, Hakaider gli dice che avrebbe preferito essere stato sconfitto da lui. In Kikaider 01 compare un Hakaider con il cervello di Gill, per questo viene solitamente chiamato Gill Hakaider. Saburo annuncia la sua presenza fischiando. Possiede una pistola chiamata Hakaider Shot capace di distruggere i robot in un colpo ma Hakaider preferisce il combattimento corpo a corpo a meno che il suo avversario sia un codardo o sconfitto.

### Umani
- Professor Komyoji: è il creatore di Kikaider e Hakaider ed è un genio della robotica: è stato catturato dalla Dark e forzato a costruire dei malvagi robot per l'organizzazione. Ha costruito in segreto Kikaider per salvare il mondo dalla minaccia della Dark.
- Mitsuko Komyoji: figlia del Prof. Komyoji e sua assistente, sviluppa dei sentimenti per Jiro e lo ripara quando si danneggia ma Jiro tende a distaccarsi da lei per evitare che corra pericoli.
- Masaru Komyoji: fratello minore scavezzacollo di Mitsuko, finisce spesso nei guai.
- Hattori Hanpen Hampei: un investigatore privato maldestro e sfortunato che si allea con Kikaider e i figli del professor Komyoji. Sostiene di essere un discendente di Hattori Hanzō. È un personaggio che ricorda Shaggy da Scooby Doo, si veste da Sherlock Holmes e guida una Subaru 360 che si scassa in continuazione.
- Gill: capo dell'organizzazione criminale DARK, è il tipico scienziato pazzo desideroso di dominare il mondo. Ha tenuto prigioniero il professor Komyoji e l'ha costretto a costruire dei robot distruttori da usare come armi per la conquista del mondo. Odia Kikaider che lo vede come una minaccia e desidera distruggerlo. Gill controlla i suoi robot facendo suonare il suo flauto-scettro.

### I destructoids
La lista dei Destructoid (Hakaider incluso) che compaiono nella serie:
- Gray Rhino King
- Green Mantis
- Orange Ant
- Blue Buffalo
- Yellow Jaguar
- Black Horse
- Blues Kong
- Carmine Spider
- Red Condor
- Scorpion Brown
- Gold Wolf
- Silver Cat
- Pink Tiger
- Silver Tortoise
- Golden Bat
- Lady Lipstick-Red Jellyfish
- Red Hornet
- Black Chameleon
- Helmet Crab Rouge
- Green Waterbug
- Purple Rat
- White Saw Shark
- I tre fratelli Yellow Antlions
- Peach Armadillo
- Bitter Orange Snail
- Emerald Green Mammoth
- Violet Top Shell
- Red Devil Tigerfish
- Sponge Green
- Madder Red Squid
- Octopus Gold
- Blue Electric Eel
- Devil-Face Crab Red
- Black Porcupine & Young Porcupine
- Black Crow
- Multi-Colored Sand Lizard
- Stag Beetle Blue
- Starfish Purple
- Hakaider
- Angler Brown
- Katydid Gray
- Red Mine Toad
- White Bone Flying Squirrel

## Il cast della serie
- Jiro/Kikaider: Daisuke Ban
- Mitsuko Komyoji: Jun Mizunoe
- Masaru Komyoji: Masahiro Kamiya
- Hanpei "Hanpen" Hattori: Shun Ueda
- Doctor Komyoji: Hajime Izu
- Professor Gill: Mitsuo Ando
- Saburo/Hakaider: Kenji Mayama
- Kikaider (attore che indossa il costume): Toshiaki Kikuchi
- Hakaider: Shozo Iizuka (Voce)

## Seguiti
La serie ha avuto un solo seguito nel genere tokusatsu: Kikaider 01 (zero-one) e nel 2001 è stato realizzato un anime intitolato Kikaider The Animation, che a differenza della serie live action, è più fedele alla trama del manga di Shotaro Ishinomori.
Nel 2002 il mangaka Meimu ha realizzato un remake intitolato Kikaider Code 02, pubblicato in Italia dalla Panini, dove la storia si concentra di più su Mitsuko (dove in questa serie è apatica e non gli importa del destino dell'umanità) rispetto a Jiro.

## Curiosità
- Le due serie live action di Kikaider sono molto popolari alle Hawaii: vengono infatti organizzati dei festival dedicati all'eroico androide ogni anno.
- Jinzo Ningen Kikaida è una delle prime serie ad avere dei messaggi promozionali che consigliano ai bambini di non imitare le azioni dei personaggi della serie.
- Shotaro Ishinomori per realizzare Jinzo ningen Kikaider si è ispirato alla fiaba di Pinocchio di Collodi.

## Differenze con il manga
Il telefilm mostra molte differenze con il manga di Ishinomori, fra le quali Jiro nel Manga e nell'anime Kikaider The Animation è come un bambino spaesato che non sa niente del mondo che lo circonda mentre nel telefilm, Jiro non ha problemi a girare in mezzo alle persone.
Nel telefilm si hanno meno momenti di romanticismo fra Jiro e Mitsuko.
Kikaider compare anche in un capitolo del manga di Inazuman.

## Home video
Della serie sono stati realizzati dei DVD dalla JN Productions e pubblicati da Generation Kikaida.